# Angelo Domenico Ancarani
Angelo Domenico Ancarani (zm. 28 sierpnia 1849 w Rzymie) – włoski dominikanin i inkwizytor.
Pochodził z Faenzy i wstąpił do zakonu dominikanów w swym rodzinnym mieście. Po odtworzeniu przez Kongres wiedeński w 1815 Państwa Kościelnego pełnił kolejno funkcję inkwizytora w Pesaro (do 1824), Faenzy (1824–1832?) i Fermo (1832?–1838) i Bolonii (1838). 2 czerwca 1838 został wybrany generałem zakonu dominikanów i pełnił tę funkcję przez sześć lat (do 1844). Następnie osiadł w konwencie S. Sabina w Rzymie, gdzie zmarł.